# Discantus (banda)
Este artículo se refiere al grupo musical. Para la forma de canto medieval, véase discanto.
Discantus es una agrupación vocal francesa que interpreta música medieval. Fue fundado a comienzos de los años 1990s y está dirigido por Brigitte Lesne. Lo componen habitualmente de cinco a diez mujeres cantando a capela. 
Se dedican a un repertorio predominantemente religioso, que va desde los primeros manuscritos gregorianos a finales del siglo IX, hasta los comienzos del Renacimiento. Destacan por sus interpretaciones de canto gregoriano, de la música del ars antiqua, la Escuela de San Marcial de Limoges o el Codex Calixtinus.
Entre las cantantes que han participado en el grupo, podemos destacar:  Catherine Sergent, Lucie Jolivet, Hélène Decarpignies, Anne Guidet, Anne Delafosse-Quentin, Brigitte Le Baron, Caroline Magalhaes, Catherine Schroeder, Christel Boiron, Emmanuelle Gal, Nicole Jolliet, Kyung Hee Han, Anne Marteyn y Birute Liuoryte.

## Discografía
- 1992 – Femmes Mystiques. Codex Las Huelgas. 13th Century Sacred Spanish Music. (Opus 111 OPS 30-68).
- 1994 – Campus Stellae. Saint-Martial de Limoges. Saint-Jacques de Compostelle, 12e siècle. (Opus 111 OPS 30-102).
- 1995 – Eya mater. Chant grégorien. Polyphonies des XIe-XIIe siècles. (Opus 111 OPS 30-143).
- 1996 – Dame de flors. Ecole Notre Dame XIe-XIIe siècles. (Opus 111 OPS 30-175).
- 1998 – Hortus deliciarum. Hildegard von Bingen. Herrade de Landsberg. (Opus 111 OPS 30-220 reed.: 30-390).
- 2000 – Jerusalem. Chant grégorien et premières polyphonies du Ve au XIIIe siècle. (Opus 111 OPS 30-291).
- 2001 – Quem quæritis?. Drames liturgiques au Moyen Age. (Opus 111 OPS 3026).
- 2001 – Eya pueri!. Chants de noël des XIIe et XIIIe siècles. (Opus 111 OPS 30207).
- 2002 – Sur la terre comme au ciel'. Un jardin au Moyen-Âge. Discantus y Alla Francesca. (Jade 198 796-2).
- 2003 – Compostelle. Le chant de l'étoile. (Jade 301 654 2).
- 2004 – Mare nostrum. Chant grégorien, troubadours et motets en Languedoc-Roussillon. (Jade 301 685 2).
- 2006 – Universi populi. Chants sacrés à Prague du XIIe au XVe siècle. (Zig-Zag Territoires ZZT 060601).
- 2010 – L'Argument de beauté. Polyphonies sacrées de Gilles Binchois. (Aeon AECD 1096).
- 2014 – Music for a King. Tropaire de Winchester XIe siècle et Créations XXIe siècle. (Aeon AECD 1436).
- 2015 – Un chemin d'étoiles. Chansons des pèlerins de Saint-Jacques du Moyen Âge jusqu'à nos jours. (Bayard Musique 308 447).
- 2016 – Santa Maria. Chansons à la Vierge dans l'Espagne du XIIIe siècle. (Bayard Musique 308 489).
- 2018 – Nova Sonet Harmonia. Huitième centenaire des dominicains. (Bayard Musique 35605 308 556 26).